# Sofía Casanova
Sofía Guadalupe Pérez Casanova, meglio conosciuta come Sofía Casanova (La Coruña, 30 settembre 1861 – Poznań, 16 gennaio 1958), è stata una poetessa e giornalista spagnola.

## Biografia
Si trasferì molto giovane, con la sua famiglia, a Madrid, per studiare. All'età di 15-16 anni frequentava molti dei raduni nella capitale, mostrando già la sua sete di conoscenza. In questi ambienti incontrò il maestro, filosofo e diplomatico polacco, Wincenty Lutosławski, che sposò nel 1887, andando a vivere in Polonia. Dal matrimonio nacquero quattro figlie: 
- Maria (1888-1979), sposò Mieczysława Niklewicza;
- Isabella (1889-1972), sposò Romuald Wolikowski, ebbero due figli;
- Halina (1897-1989), sposò Czesław Meissner;
- Jadwiga, che morì durante l'infanzia.

La famiglia Lutosławski viaggiava ogni estate per la Galizia, permettendo a Sofía di mantenere un rapporto diretto con la propria terra. Combinò inoltre i continui viaggi e spostamenti, dovuti alla carriera diplomatica del marito, con il suo lavoro di giornalista e studiò le lingue dei paesi in cui viveva, arrivando a dominare otto lingue diverse.
Questa attività in tutta Europa, le permise di vivere eventi come la lotta delle suffragette in Inghilterra, lo sviluppo del sindacalismo, la formazione del partito bolscevico nella Russia zarista e, soprattutto, la prima e la seconda guerra mondiale e la persecuzione degli ebrei da parte del regime nazista nel ghetto di Varsavia.
Come donna impegnata per il suo tempo, e anche per far fronte ai suoi bisogni e quelli delle sue figlie, scrisse reportage di questi episodi della storia europea della prima metà del XX secolo. Ha lavorato per ABC, La Época, El Liberal, El Imparcial de Madrid, Gazeta Polska e il New York Times.
Poiché dal matrimonio nacquero solo figlie femmine, fu respinta dal marito e dalla famiglia di lui, per non aver avuto un figlio che garantisse la continuità del loro cognome e in diverse occasioni lei e le figlie furono costrette a vivere ai limiti della sopravvivenza. Questo è anche il motivo per cui, nel 1917, lavorò come cronista di guerra sul fronte polacco e come infermiera per la Croce Rossa a Varsavia. Tornò in Galizia completamente rovinata e quasi cieca, ma una donna di Almería che, oltre a farle compagnia, tenne in vita la sua lingua galiziana e l'aiutò nella cura delle sue figlie.

## Carriera
Al momento della fondazione della Real Academia Galega, nel 1906, Sofía era già nota a livello mondiale, e fu nominata socio corrispondente; nel 1952 le venne concesso il titolo accademico d'onore.
La sua produzione letteraria, di narrativa, poesia e opere teatrali, fu molta prolifica: comprende quattro raccolte di poesie, cinque romanzi, otto romanzi brevi, racconti, un gioco, un libro per bambini e otto volumi di critica sociale, culturale e politica, oltre a più di un migliaio di articoli pubblicati in galiziano, spagnolo e polacco. Tenne numerose conferenze sulla situazione delle donne e delle relazioni internazionali, sia in Spagna che in Polonia, e tradusse classici dal polacco e russo al castigliano.

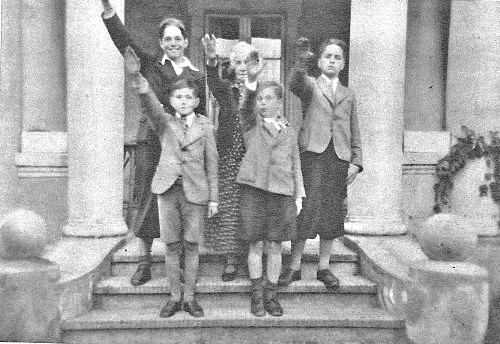
Saluto nazista, Polonia, 1938.

Le sue attività di giornalista e cronista includono articoli pubblicati sull'ABC tra il 1915 e il 1936: La mujer española en el extranjero (Madrid, 1910), De la Revolución rusa (Madrid, 1918), Impresiones de una mujer en el frente oriental de la guerra europea (Madrid, 1919), La revolución bolchevista, Diario de un testigo (Madrid, 1920) e El martirio de Polonia (Madrid, 1946).
Era contraria alla guerra, come risulta dai suoi articoli sulla guerra del Rif (Marocco) e sulla Settimana tragica di Barcellona.

## Opere
- Amores y confidencias: de Rusia, 1927
- Las catacumbas de Rusia roja, 1933
- Como en la vida, 1931
- Como en la vida
- El crimen de Beira-Mar, 1914
- De la guerra: crónicas de Polonia y Rusia. Primera serie 1916
- De la Revolución rusa en 1917, 1917
- El doctor Wolski: páginas de Polonia y Rusia, 1894
- El doctor Wolski, 1920
- El doctor Wolski, 1925
- El dolor de reinar, 1925
- En la corte de los zares, 1924
- Episodio de guerra, 1921
- Lo eterno, 1920
- Exóticas, 1913
- Galicia la inefable, 1996
- Idilio epistolar, 1931
- Kola el bandido, 1923
- La madeja, 1913
- El martirio de Polonia
- El pecado, 1911
- El pecado, 1926
- Princesa del amor hermoso, 1909
- Princesa del amor hermoso, 1990
- Princesa rusa, 1922
- La revolución bolchevista: (diario di una testimone)
- Sobre el Volga helado
- Triunfo de amor
- Valor y miedo
- Viajes y aventuras de una muñeca española en Rusia